# Citigroup Center (Los Angeles)
Il Citigroup Center (precedentemente noto come 444 Flower Building) è un grattacielo di Los Angeles, in California. È l'undicesimo edificio più alto della città.